# Nasum
A Nasum (latinul: orr) svéd grindcore-együttes volt. 1992-ben alakultak meg Örebroban. Fennállásuk alatt négy nagylemezt készítettek.  A 2004-es indiai-óceáni cunami végzett frontemberükkel, Mieszko Talarczykkal, akinek helyére 2012-ben Keijo Niinimaa került. 2012-ben hivatalosan feloszlottak. Lemezeiket a Burning Heart Records és Relapse Records kiadók jelentették meg.

## Tagok
Utolsó felállás
- Mieszko Talarczyk - gitár, ének (1993-2004; 2004-ben elhunyt)
- Anders Jakobson - gitár (1992-1995), dob (1995-2005, 2012)
- Jon "Elle" Lindqvist - basszusgitár (2003-2005), gitár (2012)
- Urban "Ubbe" Skytt - gitár (2003-2005, 2012)

Korábbi tagok
- Rickard Alriksson - dob, ének (1993-1995)
- Jesper Liveröd - basszusgitár, ének (1999-2003, 2012)

Koncerteken fellépő tagok
- Keijo Niinimaa - ének (2012)
- Per Karlsson - dob (1995)

## Diszkográfia
- Inhale/Exhale (1998)
- Human 2.0 (2000)
- Helvete (2003)
- Shift (2004)